# Campeonato Carioca 2024
El Campeonato Carioca de 2024 fue la edición 126.ª del principal campeonato de clubes de fútbol del estado de Río de Janeiro. El torneo fue organizado por la Federação de Futebol do Estado do Rio de Janeiro (FFERJ), siendo uno de los torneos más importantes del país. Concedió cupos tanto para la Copa de Brasil 2025 como para el Campeonato Brasileño de Fútbol Serie D 2025. El campeonato comenzó el 17 de enero y finalizó el 7 de abril. 
Flamengo se consagró campeón del torneo, tras ganar en las dos finales a Nova Iguaçu, logrando su 38° título en el torneo.

## Sistema de disputa

### Criterios de desempate
En caso de empate en puntos, se aplicará el criterio de desempate, sucesivamente:
1. Mayor número de partidos ganados
2. Mayor diferencia de goles
3. Mayor número de goles anotados (goles a favor)
4. Confrontamiento directo (entre dos clubes)
5. Menor número de tarjetas amarillas y rojas, donde cada tarjeta roja se considerará equivalente a tres tarjetas amarillas
6. Sorteo público en la sede de la FFERJ, en día y hora por determinar

### Fase principal
Al igual que el formato del año pasado, la fase principal solo estará formada por la Taça Guanabara.

#### Taça Guanabara
La Taça Guanabara es disputada por los 11 equipos mejor clasificados en el campeonato del año anterior y el campeón de la Serie A2 2023. Con 11 fechas, el equipo que termine en primera posición será el ganador de este trofeo, a su vez que clasificará a la fase final, junto a los equipos ubicados del segundo al cuarto puesto. Los equipos ubicados del quinto al octavo puesto clasificarán a la Taça Rio. El equipo que termine en última posición descenderá a la Serie A2 2024.

### Fase final
Los cuatro primeros clasificados de la Taça Guanabara se enfrentan en un cruce olímpico (1.º vs 4.º y 2.º vs 3.º), las semifinales del campeonato será en partidos de ida y vuelta, con ventaja de empate (en puntos ganados y diferencia de goles) para los equipos mejores clasificados en la Taça Guanabara, así como la elección de la localía (primer o segundo partido). En las finales (entre los ganadores de las semifinales) no habrá ventaja para ningún equipo, pero el equipo mejor clasificado podrá elegir la localía (en el 1.er o 2.° partido) y habrá una tanda de penaltis en caso de empate (puntos y diferencia de goles). Finalmente el ganador de la final será proclamado campeón del Campeonato Carioca de este año.
La Taça Río es disputada únicamente por los equipos clasificados en el 5.º a 8.º lugar de la Taça Guanabara (fase principal) en paralelo a las semifinales y finales por la definición del Campeonato Carioca. Las semifinales se definen en un cruce olímpico (5.º vs 8.º y 6.º vs 7.º), en partidos de ida y vuelta, con ventaja en caso de empate (en puntos ganados y diferencia de goles) para el mejor clasificado en la Taça Guanabara. En los partidos finales, no habrá ventaja para ninguno de los equipos y también una tanda de penaltis en caso de empate (puntos y diferencia de goles).

## Cobertura televisiva
| Empresa           | Transmisiones                                                             |
| ----------------- | ------------------------------------------------------------------------- |
| Rede Bandeirantes | 17 partidos                                                               |
| BandSports        | 50 partidos, exceptuando los partidos donde Botafogo y Vasco son locales. |
| CazéTV            | Todos los partidos donde Botafogo yson locales.                           |
| SporTV            | Todos los partidos donde Vasco.                                           |

## Equipos participantes

### Ascensos y descensos
| Pos. | Descendido en la temporada 2023 |
| ---- | ------------------------------- |
| 12.º | Resende                         |
| Pos. | Ascendido de la Serie A2 2023   |
| 1.º  | Sampaio Corrêa                  |

### Información de los equipos
| Equipo         | Ciudad         | Estadio             | Capacidad |
| -------------- | -------------- | ------------------- | --------- |
| Audax Rio      | Angra dos Reis | Jair Toscano        | 1500      |
| Bangu          | Río de Janeiro | Moça Bonita         | 9024      |
| Boavista-RJ    | Saquarema      | Elcyr Resende       | 4315      |
| Botafogo       | Río de Janeiro | Nilton Santos       | 44 661    |
| Flamengo       | Río de Janeiro | Maracanã            | 78 838    |
| Fluminense     | Río de Janeiro | Maracanã            | 78 838    |
| Madureira      | Río de Janeiro | Conselheiro Galvão  | 5014      |
| Nova Iguaçu    | Nova Iguaçu    | Laranjão            | 1 810     |
| Portuguesa-RJ  | Río de Janeiro | Luso-Brasileiro     | 5044      |
| Sampaio Corrêa | Saquarema      | Lourival Gomes      | 5000      |
| Vasco da Gama  | Río de Janeiro | São Januário        | 21 880    |
| Volta Redonda  | Volta Redonda  | Raulino de Oliveira | 18 230    |

## Taça Guanabara

### Tabla de posiciones
| Pos. | Equipo         | Pts. | PJ | G | E | P  | GF | GC | Dif. | Clasificación                                                                |
| ---- | -------------- | ---- | -- | - | - | -- | -- | -- | ---- | ---------------------------------------------------------------------------- |
| 1    | Flamengo       | 27   | 11 | 8 | 3 | 0  | 23 | 1  | +22  | Campeón de la Taça Guanabara y clasificado a las semifinales del campeonato. |
| 2    | Nova Iguaçu    | 24   | 11 | 7 | 3 | 1  | 18 | 13 | +5   | Clasificado a las semifinales del campeonato.                                |
| 3    | Vasco da Gama  | 22   | 11 | 6 | 4 | 1  | 20 | 10 | +10  | Clasificado a las semifinales del campeonato.                                |
| 4    | Fluminense     | 21   | 11 | 6 | 3 | 2  | 17 | 11 | +6   | Clasificado a las semifinales del campeonato.                                |
| 5    | Botafogo       | 20   | 11 | 6 | 2 | 3  | 19 | 11 | +8   | Clasificado a las semifinales de la Taça Rio.                                |
| 6    | Boavista       | 18   | 11 | 5 | 3 | 3  | 18 | 21 | −3   | Clasificado a las semifinales de la Taça Rio.                                |
| 7    | Portuguesa     | 14   | 11 | 3 | 5 | 3  | 9  | 12 | −3   | Clasificado a las semifinales de la Taça Rio.                                |
| 8    | Sampaio Corrêa | 10   | 11 | 3 | 1 | 7  | 14 | 17 | −3   | Clasificado a las semifinales de la Taça Rio.                                |
| 9    | Madureira      | 10   | 11 | 3 | 1 | 7  | 9  | 13 | −4   |                                                                              |
| 10   | Volta Redonda  | 9    | 11 | 2 | 3 | 6  | 12 | 19 | −7   |                                                                              |
| 11   | Bangu          | 8    | 11 | 2 | 2 | 7  | 12 | 24 | −12  |                                                                              |
| 12   | Audax Rio      | 0    | 11 | 0 | 0 | 11 | 1  | 20 | −19  | Serie A2 2024.                                                               |

 Fuente: Globo Esporte

### Resultados
| Jornada 1     | Jornada 1 | Jornada 1      | Jornada 1   | Jornada 1 |
| Local         | Resultado | Visitante      | Fecha       | Hora      |
| ------------- | --------- | -------------- | ----------- | --------- |
| Portuguesa    | 1 – 0     | Bangu          | 17 de enero | 17:00     |
| Botafogo      | 1 – 0     | Madureira      | 17 de enero | 19:00     |
| Flamengo      | 4 – 0     | Audax Rio      | 17 de enero | 21:30     |
| Nova Iguaçu   | 2 – 1     | Sampaio Corrêa | 18 de enero | 15:45     |
| Vasco da Gama | 2 – 0     | Boavista       | 18 de enero | 19:30     |
| Volta Redonda | 1 – 1     | Fluminense     | 18 de enero | 21:30     |

| Madureira      | 1 – 0 | Audax Rio     | 20 de enero | 15:45 |
| Botafogo       | 2 – 0 | Bangu         | 20 de enero | 16:00 |
| Fluminense     | 2 – 1 | Portuguesa    | 21 de enero | 16:00 |
| Volta Redonda  | 2 – 3 | Boavista      | 21 de enero | 18:10 |
| Nova Iguaçu    | 1 – 1 | Flamengo      | 21 de enero | 18:10 |
| Sampaio Corrêa | 3 – 3 | Vasco da Gama | 21 de enero | 20:30 |

| Jornada 3     | Jornada 3 | Jornada 3      | Jornada 3     | Jornada 3 |
| Local         | Resultado | Visitante      | Fecha         | Hora      |
| ------------- | --------- | -------------- | ------------- | --------- |
| Bangu         | 2 – 3     | Nova Iguaçu    | 24 de enero   | 16:00     |
| Portuguesa    | 1 – 0     | Sampaio Corrêa | 24 de enero   | 19:00     |
| Boavista      | 1 – 0     | Botafogo       | 24 de enero   | 21:30     |
| Vasco da Gama | 2 – 0     | Madureira      | 25 de enero   | 20:00     |
| Audax Rio     | 0 – 1     | Fluminense     | 25 de enero   | 21:30     |
| Flamengo      | 3 – 0     | Volta Redonda  | 10 de febrero | 16:00     |

| Jornada 4  | Jornada 4 | Jornada 4      | Jornada 4   | Jornada 4 |
| Local      | Resultado | Visitante      | Fecha       | Hora      |
| ---------- | --------- | -------------- | ----------- | --------- |
| Botafogo   | 2 – 0     | Sampaio Corrêa | 27 de enero | 16:00     |
| Portuguesa | 0 – 0     | Flamengo       | 27 de enero | 18:10     |
| Madureira  | 3 – 1     | Volta Redonda  | 28 de enero | 15:45     |
| Bangu      | 2 – 2     | Vasco da Gama  | 28 de enero | 16:00     |
| Fluminense | 3 – 0     | Nova Iguaçu    | 28 de enero | 18:10     |
| Audax Rio  | 0 – 1     | Boavista       | 29 de enero | 20:30     |

| Jornada 5      | Jornada 5 | Jornada 5     | Jornada 5    | Jornada 5 |
| Local          | Resultado | Visitante     | Fecha        | Hora      |
| -------------- | --------- | ------------- | ------------ | --------- |
| Botafogo       | 1 – 1     | Portuguesa    | 30 de enero  | 21:30     |
| Nova Iguaçu    | 2 – 0     | Vasco da Gama | 31 de enero  | 18:10     |
| Sampaio Corrêa | 0 – 2     | Flamengo      | 31 de enero  | 21:30     |
| Madureira      | 3 – 0     | Boavista      | 1 de febrero | 15:30     |
| Volta Redonda  | 2 – 0     | Audax Rio     | 1 de febrero | 19:00     |
| Fluminense     | 4 – 1     | Bangu         | 1 de febrero | 21:30     |

| Jornada 6      | Jornada 6 | Jornada 6     | Jornada 6    | Jornada 6 |
| Local          | Resultado | Visitante     | Fecha        | Hora      |
| -------------- | --------- | ------------- | ------------ | --------- |
| Botafogo       | 2 – 2     | Nova Iguaçu   | 3 de febrero | 16:00     |
| Sampaio Corrêa | 0 – 2     | Volta Redonda | 4 de febrero | 15:45     |
| Boavista       | 2 – 2     | Fluminense    | 4 de febrero | 16:00     |
| Vasco da Gama  | 0 – 0     | Flamengo      | 4 de febrero | 19:00     |
| Audax Rio      | 0 – 1     | Bangu         | 4 de febrero | 21:30     |
| Madureira      | 0 – 0     | Portuguesa    | 5 de febrero | 15:45     |

| Jornada 7     | Jornada 7 | Jornada 7      | Jornada 7    | Jornada 7 |
| Local         | Resultado | Visitante      | Fecha        | Hora      |
| ------------- | --------- | -------------- | ------------ | --------- |
| Bangu         | 1 – 1     | Volta Redonda  | 7 de febrero | 18:30     |
| Flamengo      | 1 – 0     | Botafogo       | 7 de febrero | 21:30     |
| Nova Iguaçu   | 1 – 0     | Madureira      | 8 de febrero | 15:45     |
| Vasco da Gama | 1 – 0     | Audax Rio      | 8 de febrero | 21:15     |
| Fluminense    | 1 – 0     | Sampaio Corrêa | 8 de febrero | 21:30     |
| Boavista      | 2 – 2     | Portuguesa     | 9 de febrero | 19:15     |

| Jornada 8      | Jornada 8 | Jornada 8     | Jornada 8     | Jornada 8 |
| Local          | Resultado | Visitante     | Fecha         | Hora      |
| -------------- | --------- | ------------- | ------------- | --------- |
| Sampaio Corrêa | 2 – 1     | Madureira     | 14 de febrero | 15:45     |
| Volta Redonda  | 0 – 3     | Botafogo      | 14 de febrero | 19:00     |
| Fluminense     | 0 – 0     | Vasco da Gama | 14 de febrero | 21:30     |
| Nova Iguaçu    | 1 – 1     | Boavista      | 15 de febrero | 15:45     |
| Portuguesa     | 1 – 0     | Audax Rio     | 15 de febrero | 19:00     |
| Bangu          | 0 – 3     | Flamengo      | 15 de febrero | 21:30     |

| Jornada 9      | Jornada 9 | Jornada 9     | Jornada 9     | Jornada 9 |
| Local          | Resultado | Visitante     | Fecha         | Hora      |
| -------------- | --------- | ------------- | ------------- | --------- |
| Madureira      | 0 – 1     | Fluminense    | 17 de febrero | 16:00     |
| Botafogo       | 2 – 4     | Vasco da Gama | 18 de febrero | 16:00     |
| Volta Redonda  | 2 – 2     | Portuguesa    | 18 de febrero | 18:10     |
| Audax Rio      | 1 – 2     | Nova Iguaçu   | 18 de febrero | 21:30     |
| Sampaio Corrêa | 2 – 0     | Bangu         | 20 de febrero | 15:45     |
| Flamengo       | 4 – 0     | Boavista      | 20 de febrero | 21:30     |

| Jornada 10    | Jornada 10 | Jornada 10     | Jornada 10    | Jornada 10 |
| Local         | Resultado  | Visitante      | Fecha         | Hora       |
| ------------- | ---------- | -------------- | ------------- | ---------- |
| Audax Rio     | 0 – 2      | Botafogo       | 24 de febrero | 16:00      |
| Vasco da Gama | 2 – 1      | Volta Redonda  | 24 de febrero | 17:30      |
| Portuguesa    | 1 – 2      | Nova Iguaçu    | 24 de febrero | 18:30      |
| Flamengo      | 2 – 0      | Fluminense     | 25 de febrero | 16:00      |
| Bangu         | 2 – 1      | Madureira      | 25 de febrero | 18:15      |
| Boavista      | 3 – 2      | Sampaio Corrêa | 25 de febrero | 20:30      |

| Jornada 11    | Jornada 11 | Jornada 11     | Jornada 11 | Jornada 11 |
| Local         | Resultado  | Visitante      | Fecha      | Hora       |
| ------------- | ---------- | -------------- | ---------- | ---------- |
| Audax Rio     | 0 – 4      | Sampaio Corrêa | 2 de marzo | 16:00      |
| Flamengo      | 3 – 0      | Madureira      | 2 de marzo | 16:00      |
| Fluminense    | 2 – 4      | Botafogo       | 3 de marzo | 16:00      |
| Vasco da Gama | 4 – 0      | Portuguesa     | 3 de marzo | 18:10      |
| Volta Redonda | 1 – 2      | Nova Iguaçu    | 3 de marzo | 18:10      |
| Boavista      | 5 – 3      | Bangu          | 3 de marzo | 18:10      |

| Bandera del estado de Río de Janeiro |

| Campeón Taça Guanabara |

| Flamengo 24.° título |

## Taça Rio

### Semifinales
| 10 de marzo, 16:00 (UTC-3) | Sampaio Corrêa | 1:2 (0:0) | Botafogo                  | Elcyr Resende, Saquarema                                             |                                                                      |
|                            | Índio 90+2'    |           | Yarlen 82' · Sapata 90+8' | Asistencia: 2 214 espectadores Árbitro(s): Jodis Nascimento de Souza | Asistencia: 2 214 espectadores Árbitro(s): Jodis Nascimento de Souza |

| 17 de marzo, 18:30 (UTC-3) | Botafogo                           | 2:1 (0:0) | Sampaio Corrêa | Nilton Santos, Río de Janeiro                                  |                                                                |
|                            | Júnior Santos 76' · Savarino 90+3' |           | Octávio 21'    | Asistencia: 5 204 espectadores Árbitro(s): André Rodrigo Rocha | Asistencia: 5 204 espectadores Árbitro(s): André Rodrigo Rocha |

| 9 de marzo, 18:30 (UTC-3) | Portuguesa    | 1:1 (1:1) | Boavista         | Luso-Brasileiro, Río de Janeiro                               |                                                               |
|                           | Romarinho 44' |           | Mateus Ludke 33' | Asistencia: 928 espectadores Árbitro(s): Rafael Martins de Sá | Asistencia: 928 espectadores Árbitro(s): Rafael Martins de Sá |

| 16 de marzo, 18:30 (UTC-3) | Boavista                                                      | 3:2 (0:1) | Portuguesa                     | Elcyr Resende, Saquarema                                                  |                                                                           |
|                            | Matheus Lucas 52' (pen.) · Jefferson Souza 77' · Abner 90+15' |           | Hernane 32' · Diego Guerra 84' | Asistencia: 364 espectadores Árbitro(s): Felipe da Silva Gonçalves Paludo | Asistencia: 364 espectadores Árbitro(s): Felipe da Silva Gonçalves Paludo |

### Final
| 27 de marzo, 19:30 (UTC-3) | Boavista | 0:4 (0:1) | Botafogo                                                    | Elcyr Resende, Saquarema                                           |                                                                    |
|                            |          |           | Tiquinho Soares 15', 70' · Júnior Santos 89' · Yarlen 90+1' | Asistencia: 1 757 espectadores Árbitro(s): Vargas Tavares de Jesus | Asistencia: 1 757 espectadores Árbitro(s): Vargas Tavares de Jesus |

| 31 de marzo, 18:30 (UTC-3) | Botafogo                        | 2:0 (0:0) | Boavista | Nilton Santos, Río de Janeiro                                          |                                                                        |
|                            | Tchê Tchê 48' (pen.) · Kauê 56' |           |          | Asistencia: 6 514 espectadores Árbitro(s): Yuri Elino Ferreira da Cruz | Asistencia: 6 514 espectadores Árbitro(s): Yuri Elino Ferreira da Cruz |

| Bandera del estado de Río de Janeiro |

| Campeón Taça Rio |

| Botafogo 9.° título |

## Fase final

### Semifinales
| 9 de marzo, 21:00 (UTC-3) Band BandSports | Fluminense | 0:2 (0:1) | Flamengo                    | Maracanã, Río de Janeiro                                                |                                                                         |
|                                           |            |           | Everton 45+2' · Pedro 90+4' | Asistencia: 52 169 espectadores Árbitro(s): Yuri Elino Ferreira da Cruz | Asistencia: 52 169 espectadores Árbitro(s): Yuri Elino Ferreira da Cruz |

| 16 de marzo, 21:00 (UTC-3) Band BandSports | Flamengo | 0:0 | Fluminense | Maracanã, Río de Janeiro                                                   |  |
|                                            |          |     |            | Asistencia: 56 261 espectadores Árbitro(s): Wagner do Nascimento Magalhães |  |

| 13 de marzo, 18:30 (UTC-3) SBT SporTV | Vasco da Gama | 1:1 (0:0) | Nova Iguaçu  | Maracanã, Río de Janeiro                                       |                                                                |
|                                       | Piton 82'     |           | Xandinho 50' | Asistencia: 61 425 espectadores Árbitro(s): Alex Gomes Stefano | Asistencia: 61 425 espectadores Árbitro(s): Alex Gomes Stefano |

| 17 de marzo, 16:00 (UTC-3) SBT SporTV | Nova Iguaçu | 1:0 (0:0) | Vasco da Gama | Maracanã, Río de Janeiro                                                |                                                                         |
|                                       | Bill 74'    |           |               | Asistencia: 60 429 espectadores Árbitro(s): Yuri Elino Ferreira da Cruz | Asistencia: 60 429 espectadores Árbitro(s): Yuri Elino Ferreira da Cruz |

### Final
| 30 de marzo, 17:00 (UTC-3) Band BandSports | Nova Iguaçu | 0:3 (0:1) | Flamengo                                  | Maracanã, Río de Janeiro                                       |                                                                |
|                                            |             |           | Pedro 30' (pen.), 53' · Ronald 80' (a.g.) | Asistencia: 43 778 espectadores Árbitro(s): Alex Gomes Stefano | Asistencia: 43 778 espectadores Árbitro(s): Alex Gomes Stefano |

| 7 de abril, 17:00 (UTC-3) Band BandSports | Flamengo           | 1:0 (0:0) | Nova Iguaçu | Maracanã, Río de Janeiro                                       |                                                                |
|                                           | Bruno Henrique 74' |           |             | Asistencia: 65 757 espectadores Árbitro(s): Bruno Mota Correia | Asistencia: 65 757 espectadores Árbitro(s): Bruno Mota Correia |

| Campeón                              |
| Bandera del estado de Río de Janeiro |
| ------------------------------------ |
| Flamengo 38.° título                 |

## Goleadores
| Jugador       | Club           | Goles |
| ------------- | -------------- | ----- |
| Pedro         | Flamengo       | 11    |
| Carlinhos     | Nova Iguaçu    | 8     |
| Matheus Lucas | Boavista-RJ    | 7     |
| Lelê          | Fluminense     | 6     |
| Júnior Santos | Botafogo       | 5     |
| Max           | Sampaio Corrêa | 5     |